# Leichtathletik-Weltmeisterschaften 2022/5000 m der Männer

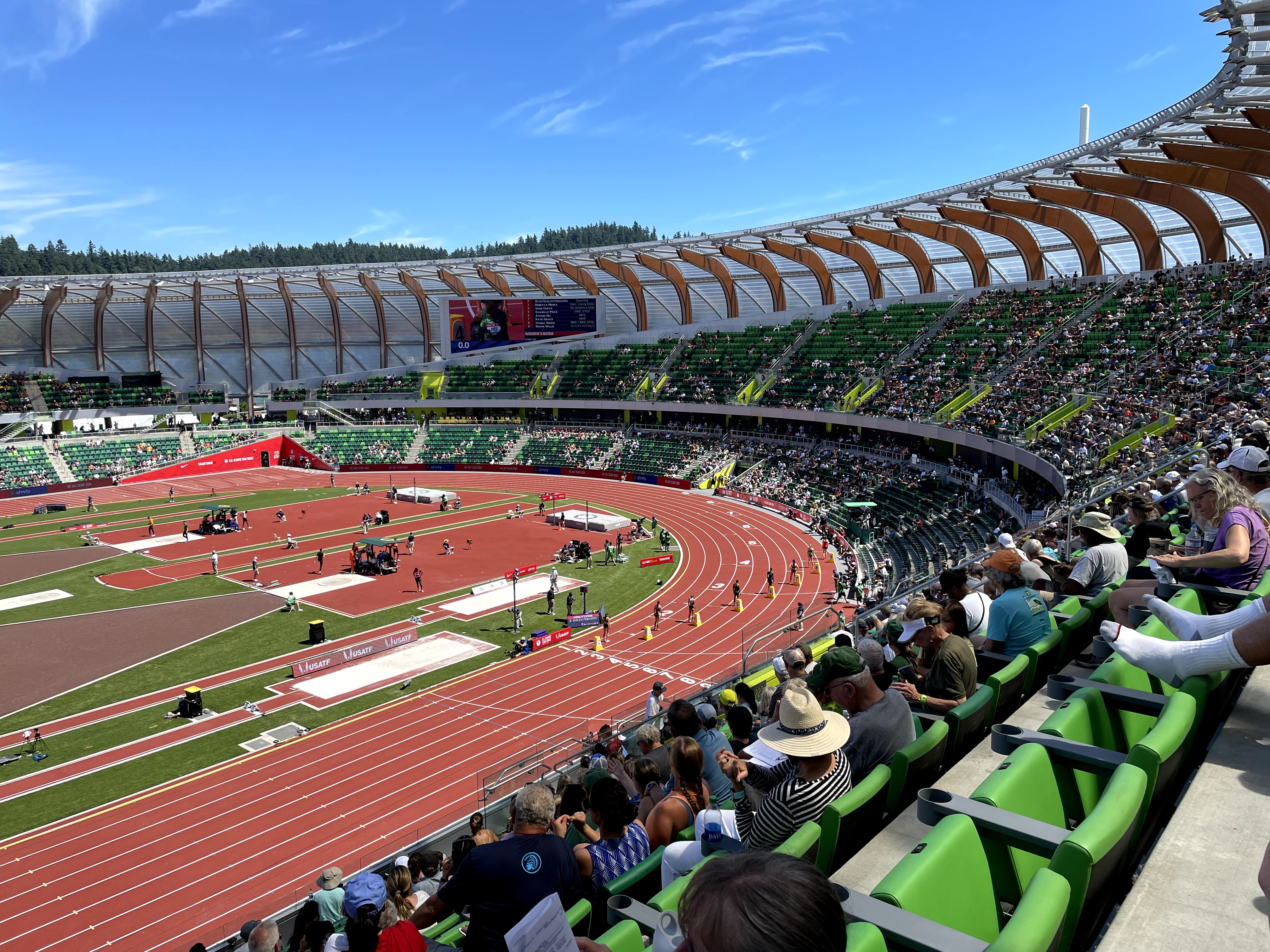
Das Stadion New Hayward Field im Jahr 2021

Der 5000-Meter-Lauf der Männer bei den Leichtathletik-Weltmeisterschaften 2022 wurde am 21. und 24. Juli 2022 im Hayward Field der Stadt Eugene in den Vereinigten Staaten ausgetragen.
Weltmeister wurde der Norweger Jakob Ingebrigtsen, der fünf Tage zuvor über 1500 Meter Silber gewonnen hatte. Er siegte vor dem Kenianer Jacob Krop. Bronze ging an Oscar Chelimo aus Uganda.

## Bestehende Rekorde
| Weltrekord               | Joshua Cheptegei | 12:35,36 min | Monaco, Fürstentum Monaco        | 14. August 2020 |
| Weltmeisterschaftsrekord | Eliud Kipchoge   | 12:52,79 min | WM Paris/Saint-Denis, Frankreich | 31. August 2003 |

Der bestehende WM-Rekord wurde auch bei diesen Weltmeisterschaften nicht erreicht. Die schnellste Zeit erzielte der norwegische Weltmeister Jakob Ingebrigtsen im Finale mit 13:09,24 min. Damit blieb er 16,45 Sekunden über dem Rekord. Zum Weltrekord fehlten ihm 33,88 Sekunden.

## Vorrunde
21. Juli 2022, 18:10 Uhr
Die Vorrunde wurde in zwei Läufen durchgeführt. Die ersten fünf Athleten pro Lauf – hellblau unterlegt – sowie die darüber hinaus fünf zeitschnellsten Läufer – hellgrün unterlegt – qualifizierten sich für das Finale.

### Vorlauf 1
21. Juli 2022, 18:10 Uhr Ortszeit (22. Juli 2022, 3:10 Uhr MESZ)
| Platz | Name                          | Nation               | Zeit (min) |
| ----- | ----------------------------- | -------------------- | ---------- |
| 1     | Oscar Chelimo                 | Uganda               | 13:24,24   |
| 2     | Grant Fisher                  | USA                  | 13:24,44   |
| 3     | Selemon Barega                | Äthiopien            | 13:24,44   |
| 4     | Joshua Cheptegei              | Uganda               | 13:24,47   |
| 5     | Abdihamid Nur                 | USA                  | 13:24,48   |
| 6     | Nicholas Kimeli               | Kenia                | 13:24,56   |
| 7     | Telahun Haile Bekele          | Äthiopien            | 13:24,77   |
| 8     | Ky Robinson                   | Australien           | 13:27,03   |
| 9     | Andrew Butchart               | Großbritannien       | 13:31,26   |
| 10    | Sam Atkin                     | Großbritannien       | 13:34,36   |
| 11    | Adel Mechaal                  | Spanien              | 13:36,48   |
| 12    | George Beamish                | Neuseeland           | 13:36,86   |
| 13    | Narve Gilje Nordås            | Norwegen             | 13:37,14   |
| 14    | Soufiane Bouqantar            | Marokko              | 13:37,69   |
| 15    | Charles Philibert-Thiboutot   | Kanada               | 13:38,80   |
| 16    | Maximilian Thorwirth          | Deutschland          | 13:43,02   |
| 17    | Altobeli da Silva             | Brasilien            | 13:43,80   |
| 18    | Adriaan Wildschutt            | Südafrika            | 13:44,32   |
| 19    | Mohamed Mohumed               | Deutschland          | 13:52,00   |
| 20    | Jamal Abdelmaji Eisa Mohammed | Athlete Refugee Team | 14:02,79   |
| 21    | Nursultan Kengeschbekow       | Kirgisistan          | 14:15,59   |

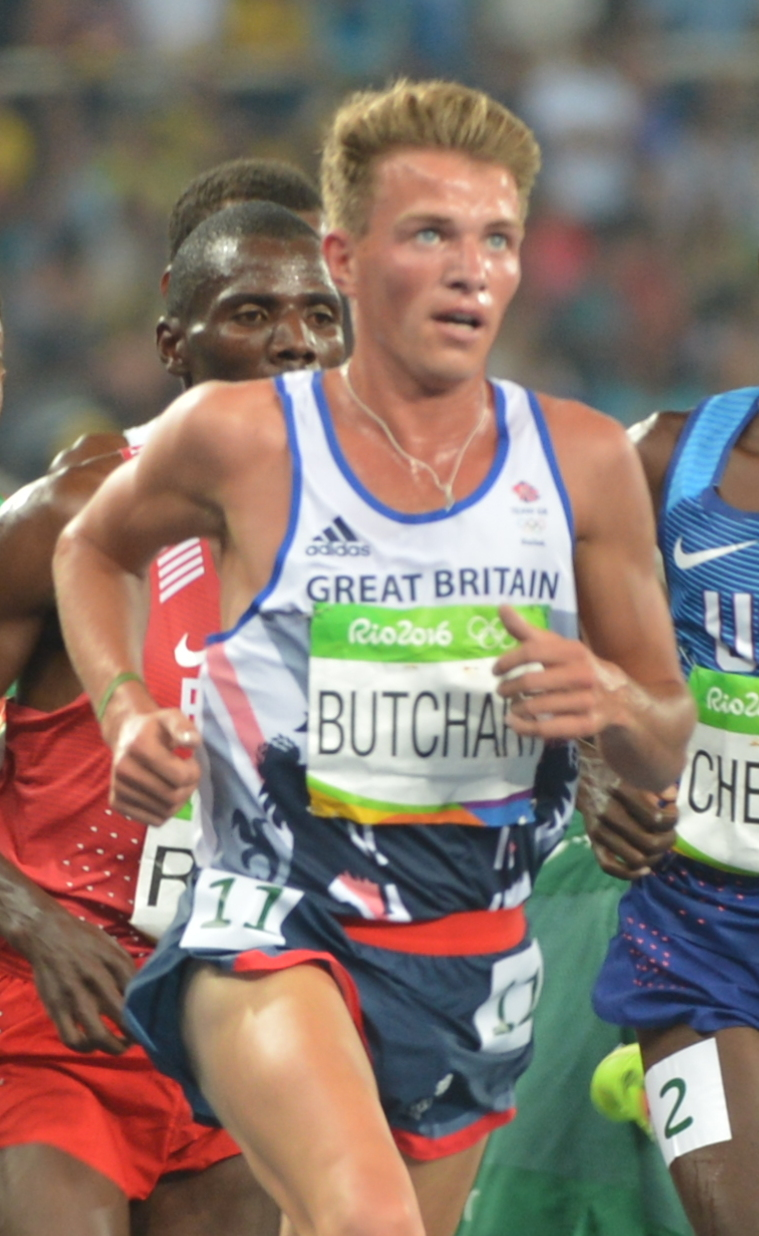
Andrew Butchart – ausgeschieden als Neunter des ersten Vorlaufs

Weitere im ersten Vorlauf ausgeschiedene Läufer:

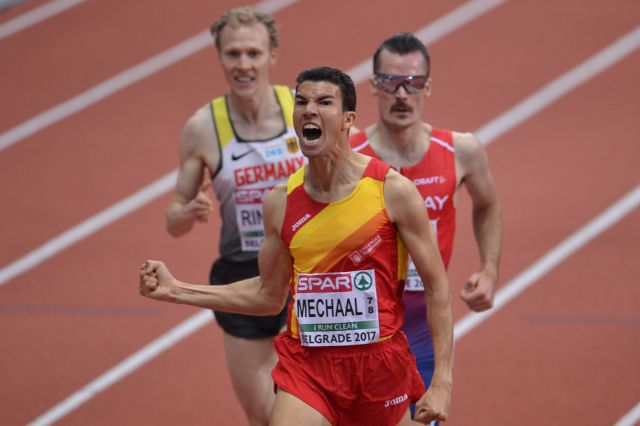
Adel Mechaal – Rang elf
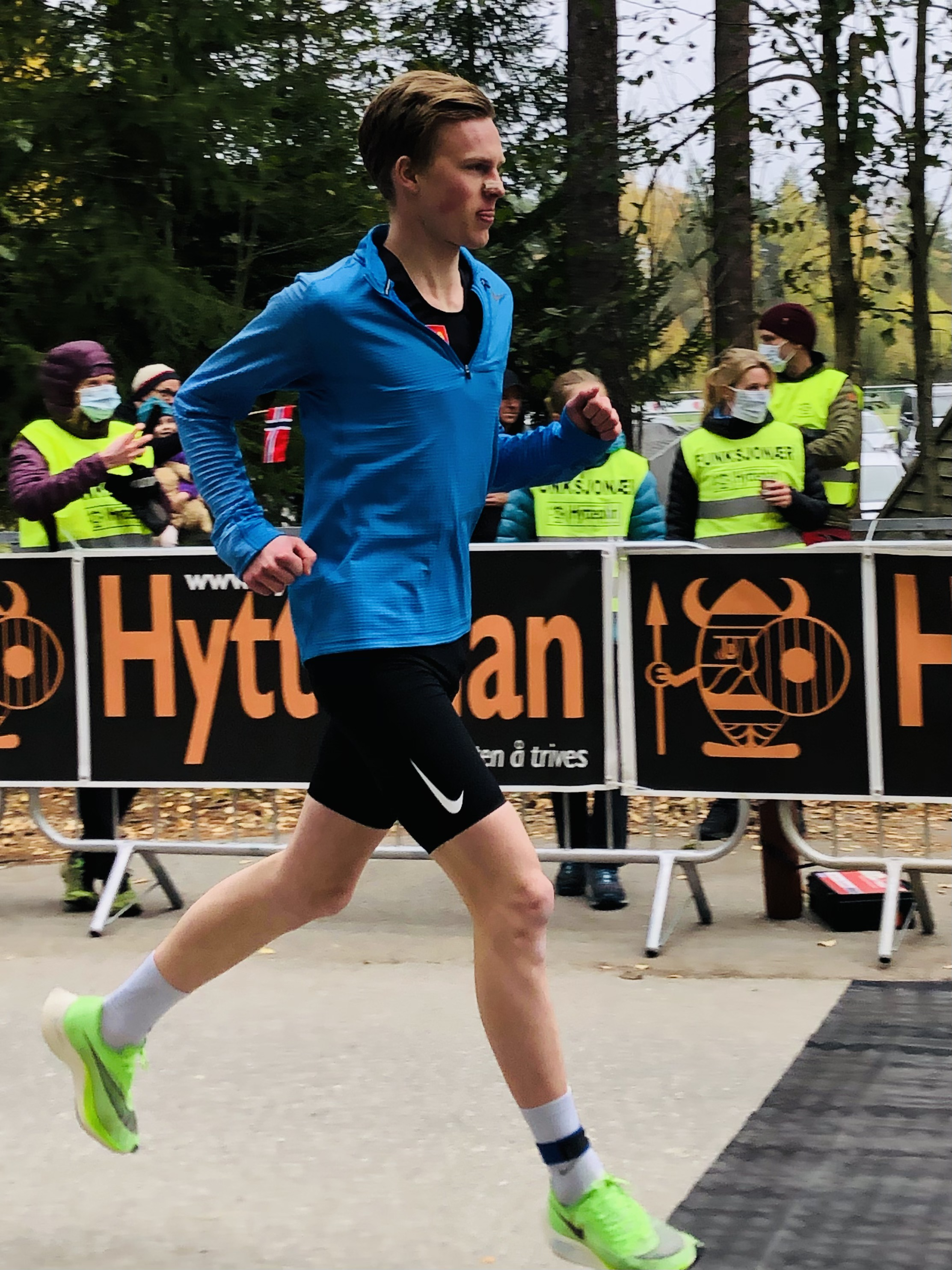
Narve Gilje Nordås – Rang dreizehn
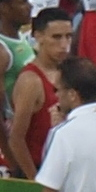
Soufiane Bouqantar – Rang vierzehn

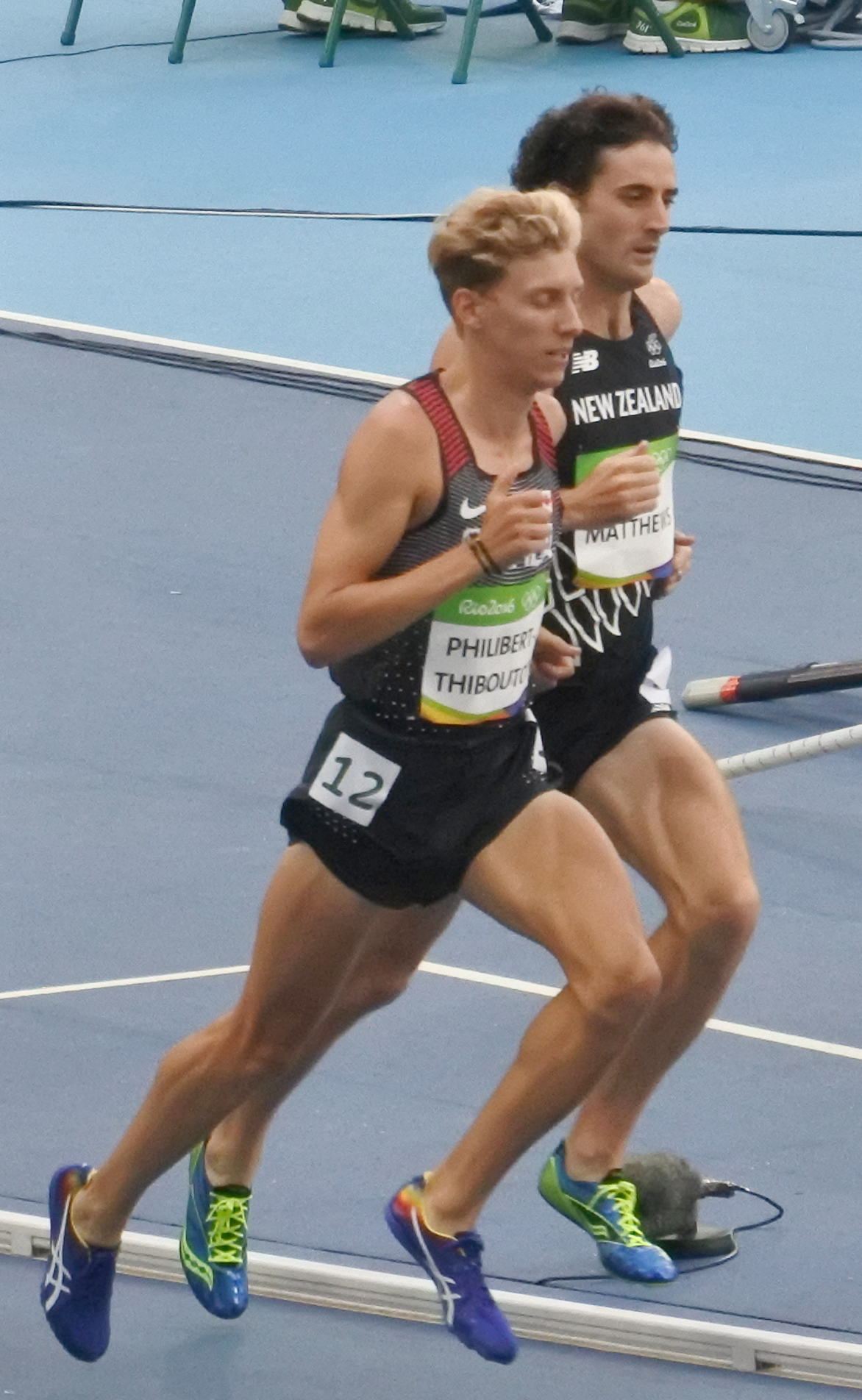
Charles Philibert-Thiboutot (links) – Rang fünfzehn
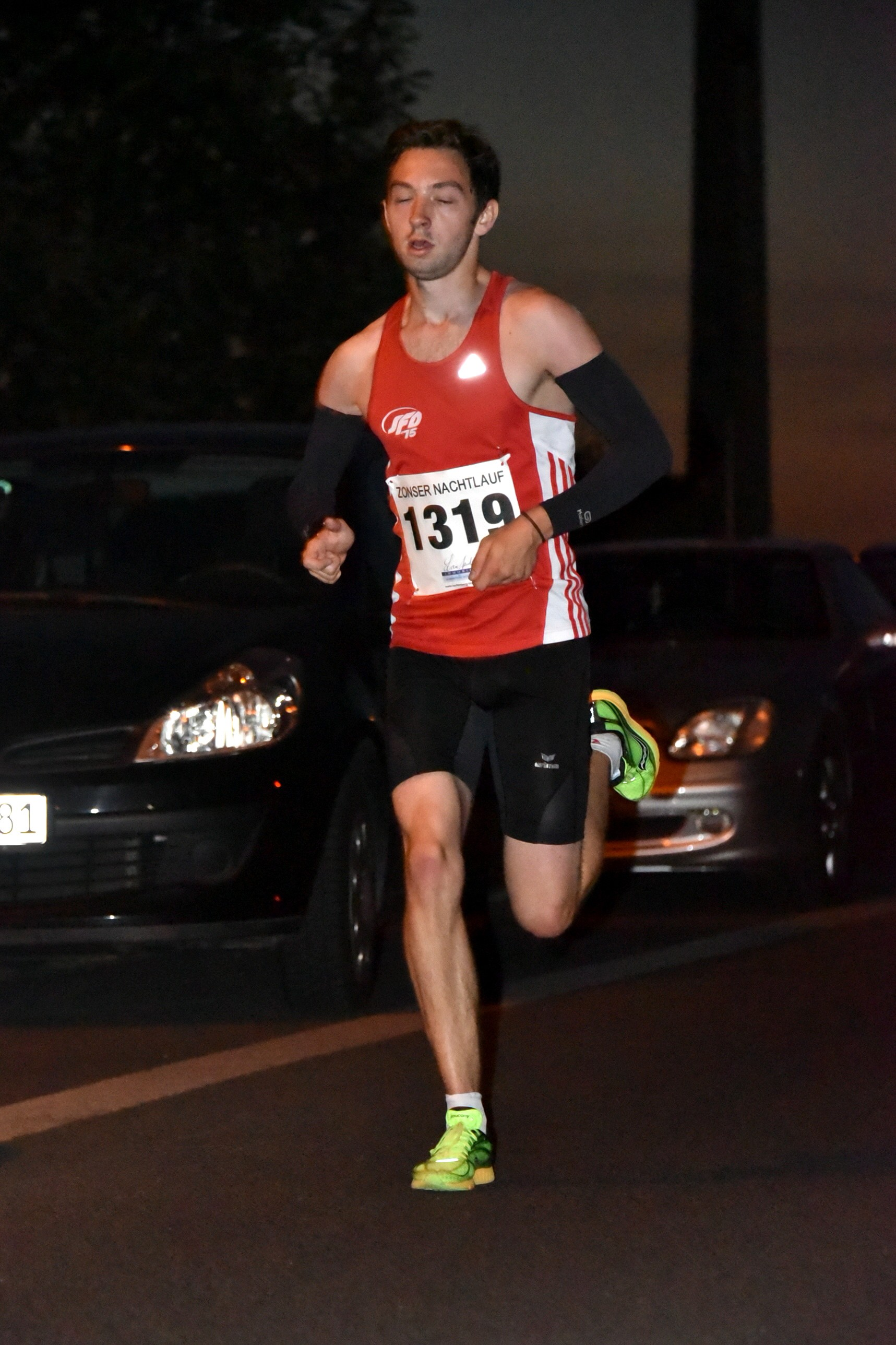
Maximilian Thorwirth – Rang sechzehn
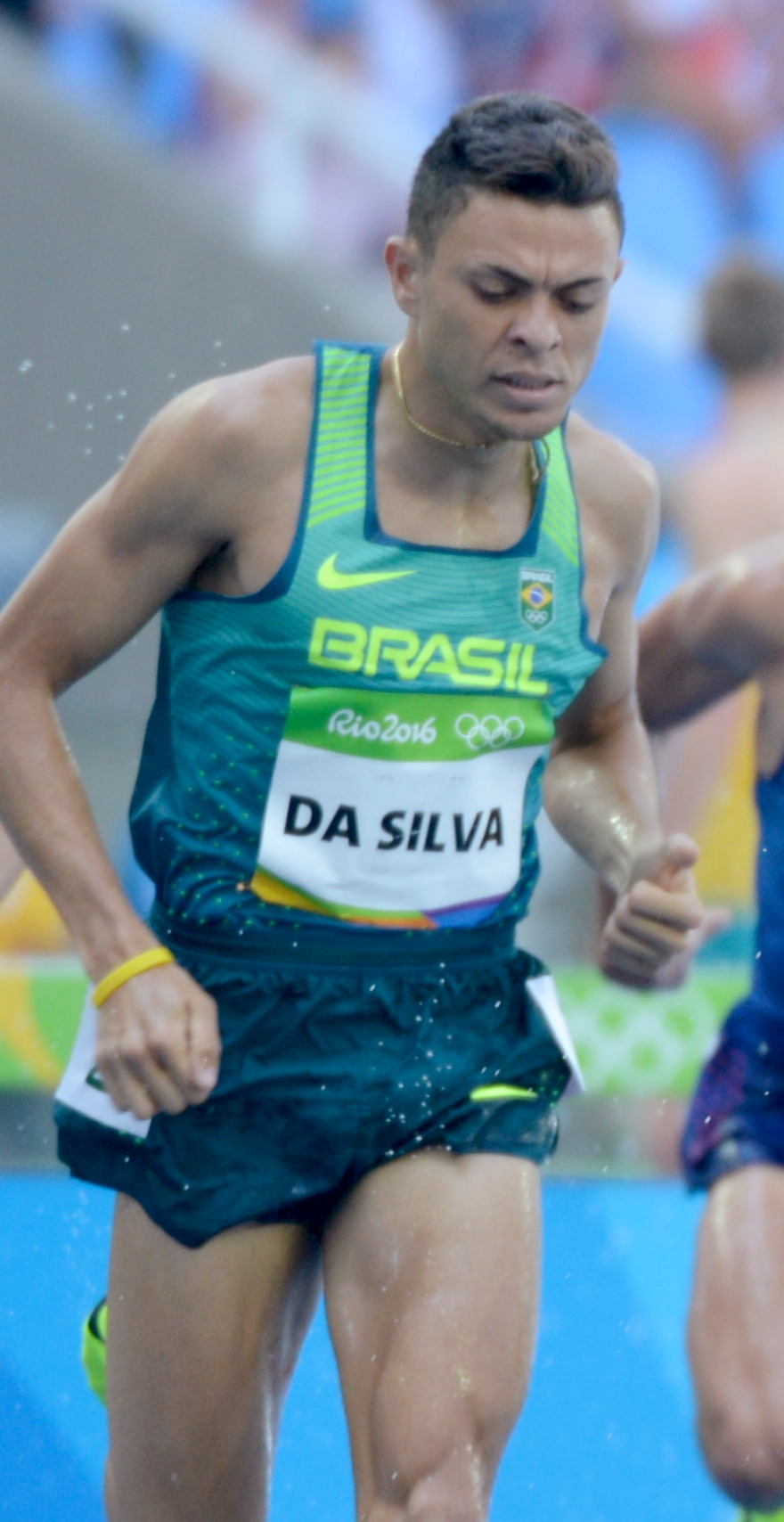
Altobeli da Silva – Rang siebzehn
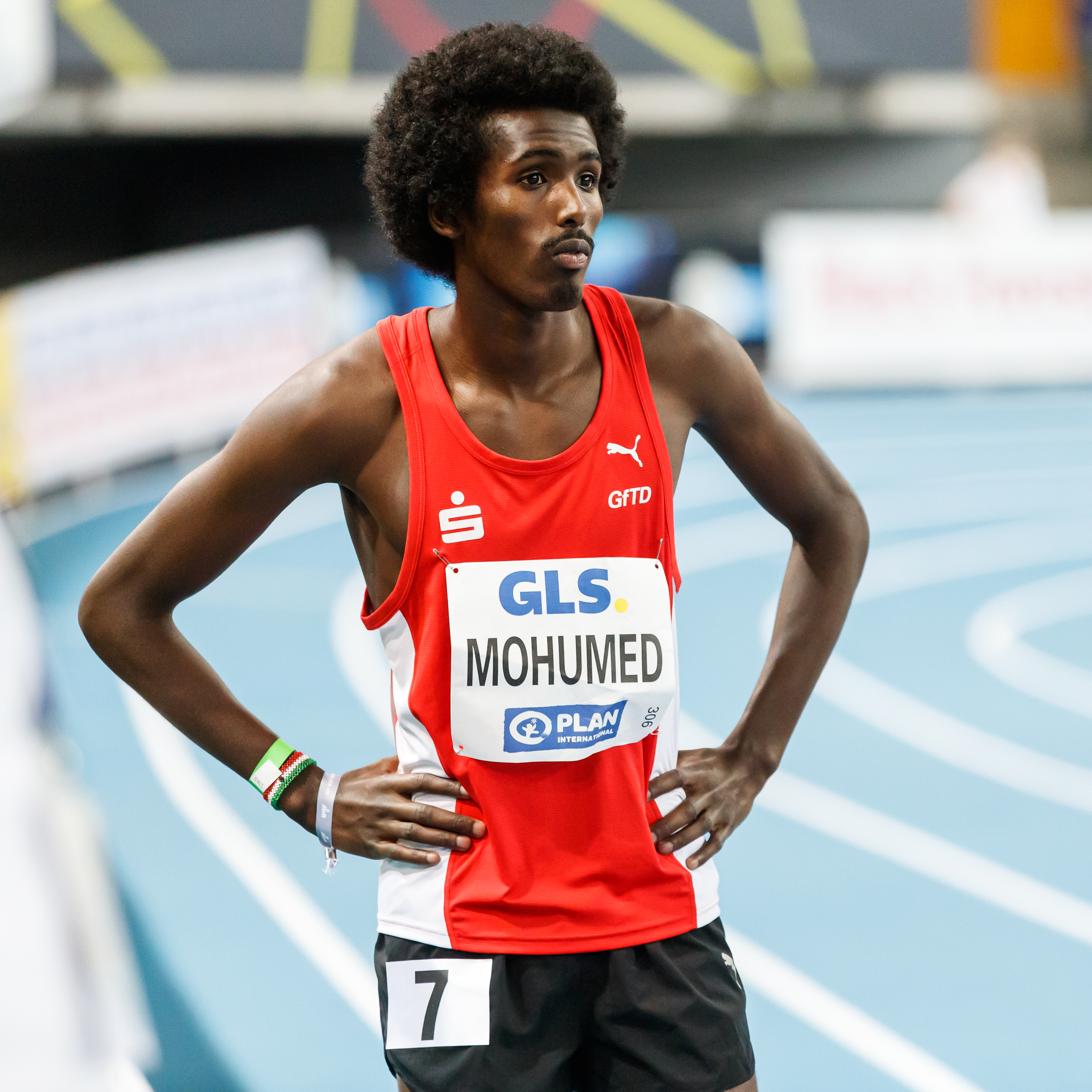
Mohamed Mohumed – Rang neunzehn

### Vorlauf 2

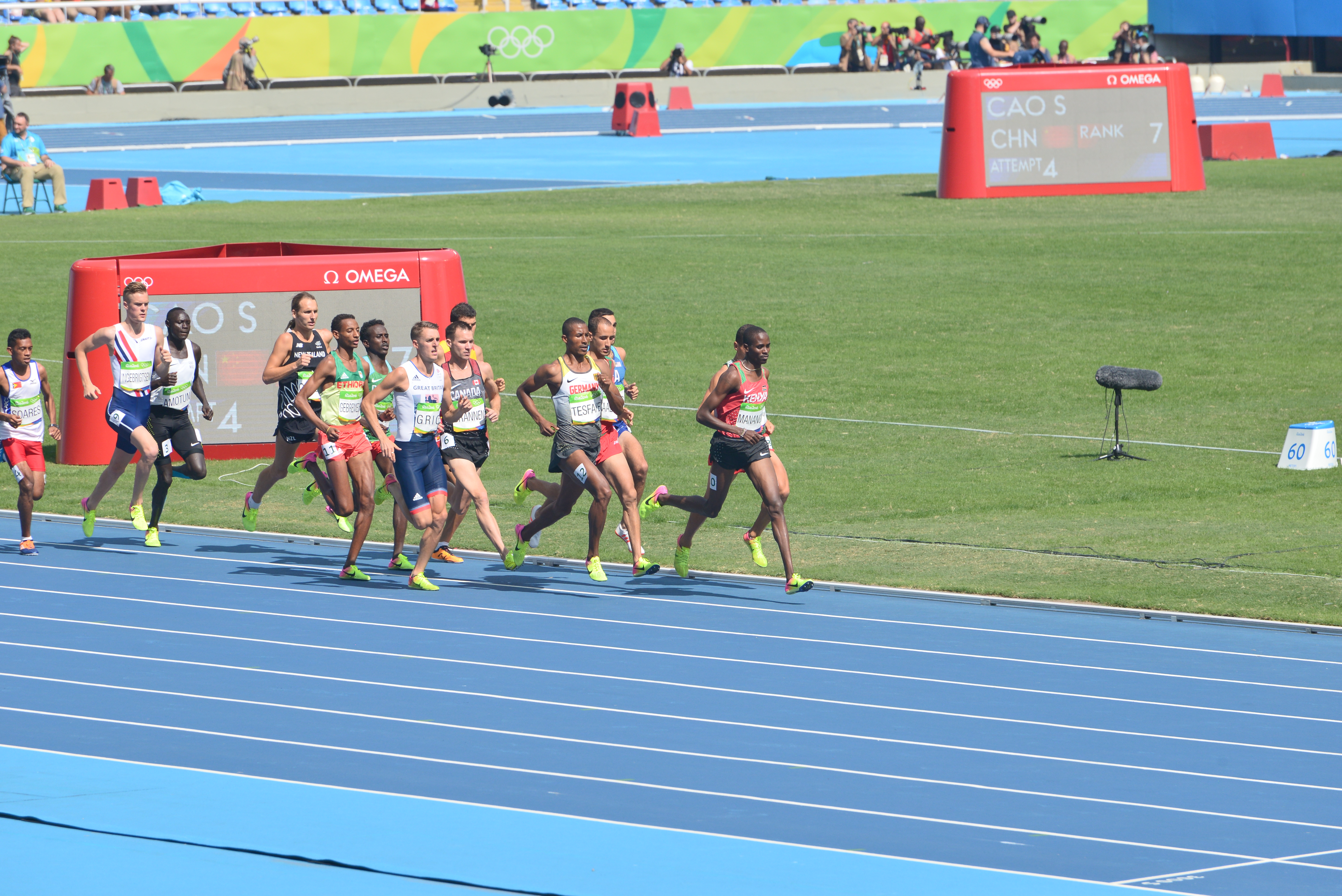
Hamish Carson (hier an viertletzter Position eines 1500-m-Laufs bei Olympia 2016) – ausgeschieden als Zwölfter des zweiten Vorlaufs
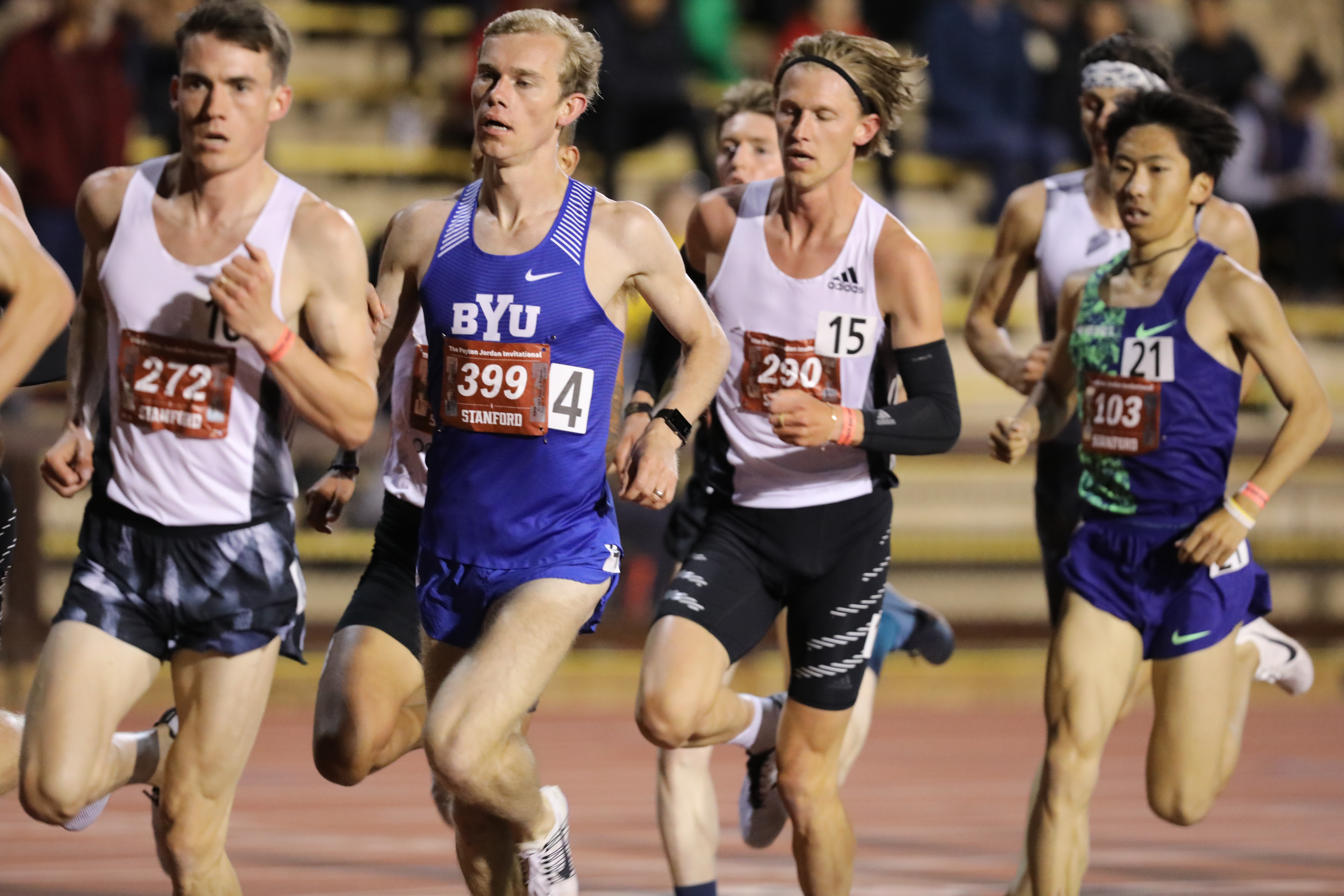
Hyuga Endo (Nr. 103, an vorletzter Stelle) – ausgeschieden als Dreizehnter des zweiten Vorlaufs
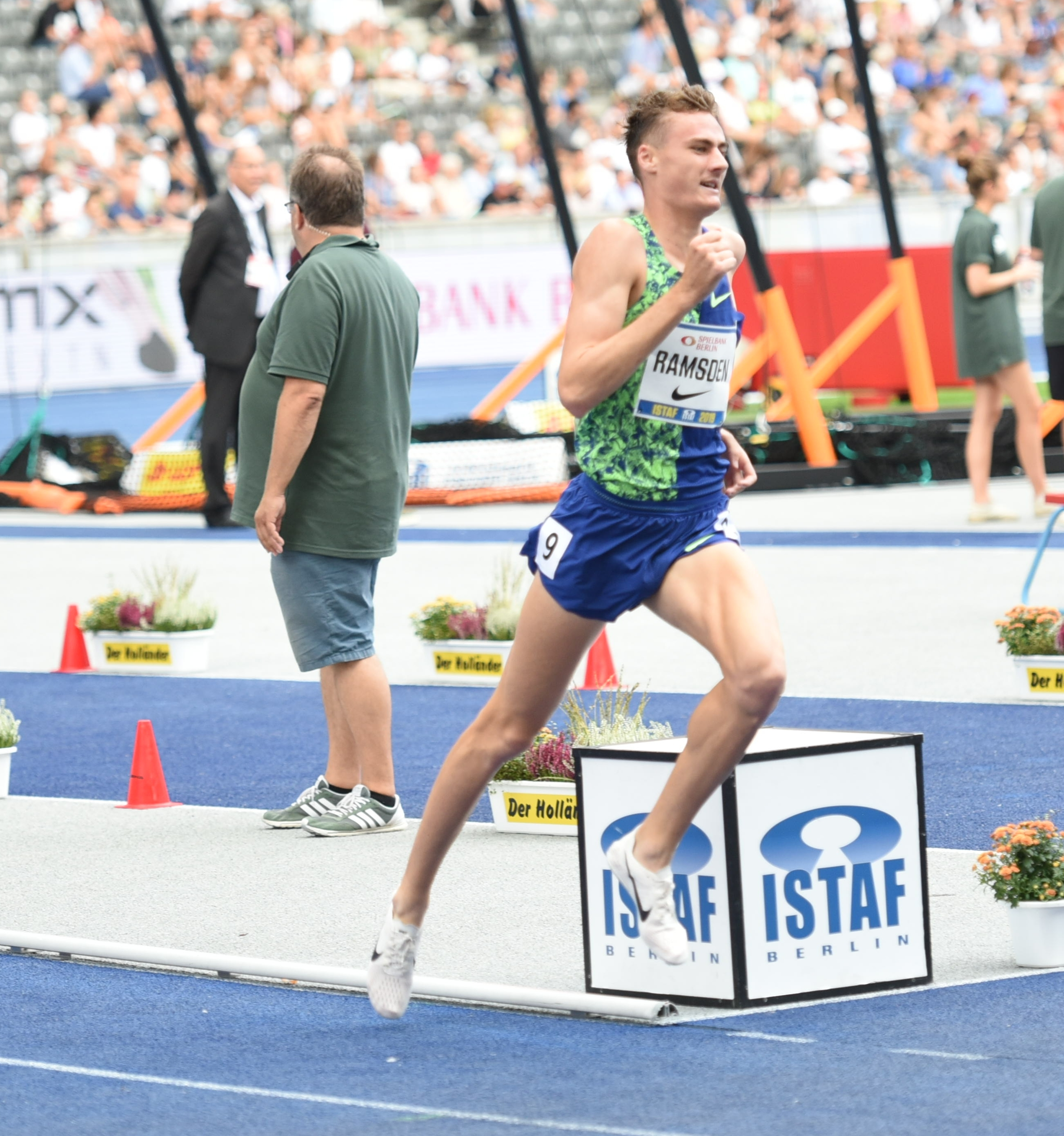
Matthew Ramsden – ausgeschieden als Sechzehnter des zweiten Vorlaufs

21. Juli 2022, 18:32 Uhr Ortszeit (22. Juli 2022, 3:32 Uhr MESZ)
| Platz | Name                    | Nation         | Zeit (min) |
| ----- | ----------------------- | -------------- | ---------- |
| 1     | Jacob Krop              | Kenia          | 13:13,30   |
| 2     | Jakob Ingebrigtsen      | Norwegen       | 13:13,92   |
| 3     | Luis Grijalva           | Guatemala      | 13:14,04   |
| 4     | Yomif Kejelcha          | Äthiopien      | 13:14,87   |
| 5     | Mohammed Ahmed          | Kanada         | 13:15,17   |
| 6     | Daniel Ebenyo           | Kenia          | 13:15,17   |
| 7     | Muktar Edris            | Äthiopien      | 13:21,19   |
| 8     | Marc Scott              | Großbritannien | 13:22,54   |
| 9     | Sam Parsons             | Deutschland    | 13:24,50   |
| 10    | Merhawi Mebrahtu        | Eritrea        | 13:24,89   |
| 11    | William Kincaid         | USA            | 13:25,02   |
| 12    | Hamish Carson           | Neuseeland     | 13:37,62   |
| 13    | Hyūga Endō              | Japan          | 13:47,07   |
| 14    | Peter Maru              | Uganda         | 13:47,65   |
| 15    | Lesiba Precious Mashele | Südafrika      | 13:52,37   |
| 16    | Matthew Ramsden         | Australien     | 13:52,90   |
| 17    | Hicham Akankam          | Marokko        | 14:05,11   |
| 18    | Yaseen Abdalla          | Sudan          | 14:15,59   |
| 19    | Kieran Tuntivate        | Thailand       | 14:19,28   |
| 20    | Jethro Saint-Fleur      | Aruba          | 16:04,46   |
| DNS   | Ali Hissein Mahamat     | Tschad         |            |

## Finale

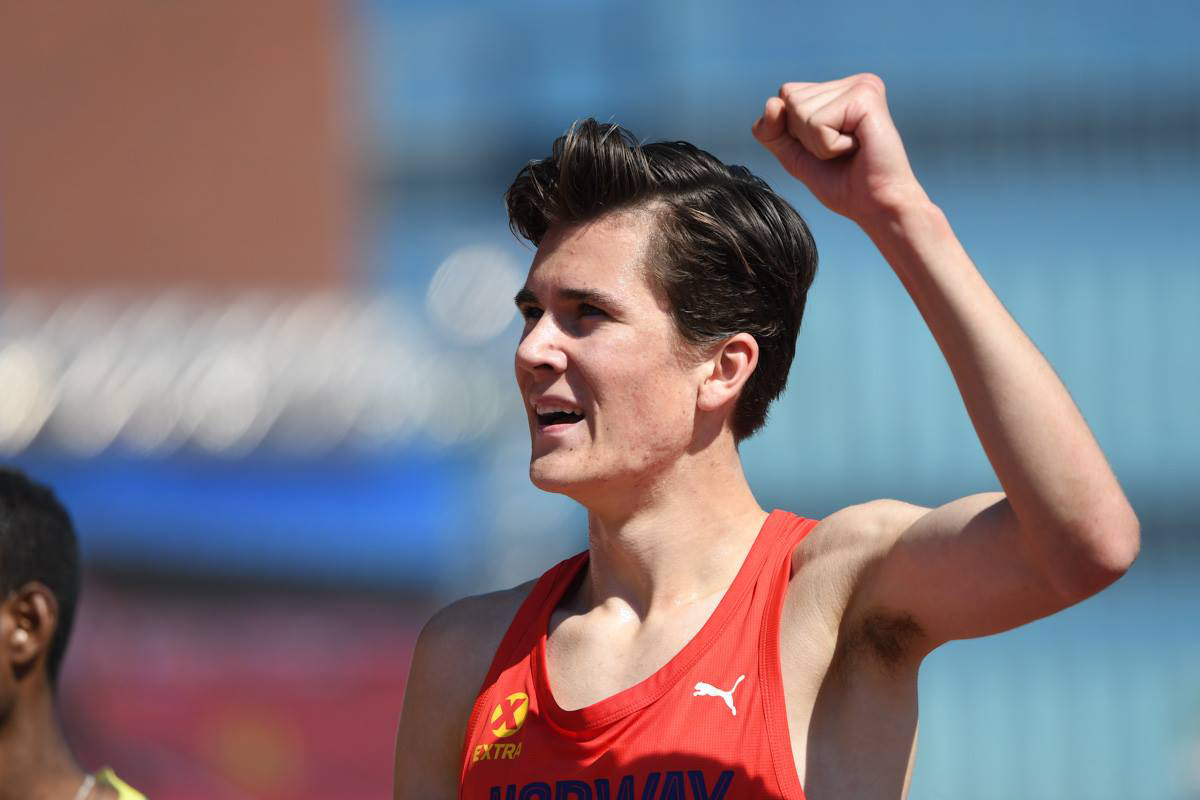
Nach Platz zwei über 1500 Meter wurde Jakob Ingebrigtsen Weltmeister über 5000 Meter

24. Juli 2022, 18:05 Uhr Ortszeit (25. Juli 2022, 3:05 Uhr MESZ)
| Platz | Name               | Nation         | Zeit (min) |
| ----- | ------------------ | -------------- | ---------- |
| 1     | Jakob Ingebrigtsen | Norwegen       | 13:09,24   |
| 2     | Jacob Krop         | Kenia          | 13:09,98   |
| 3     | Oscar Chelimo      | Uganda         | 13:10,20   |
| 4     | Luis Grijalva      | Guatemala      | 13:10,46   |
| 5     | Mohammed Ahmed     | Kanada         | 13:11,46   |
| 6     | Grant Fisher       | USA            | 13:11,65   |
| 7     | Nicholas Kimeli    | Kenia          | 13:11,97   |
| 8     | Yomif Kejelcha     | Äthiopien      | 13:12,09   |
| 9     | Joshua Cheptegei   | Uganda         | 13:13,12   |
| 10    | Daniel Ebenyo      | Kenia          | 13:16,64   |
| 11    | Abdihamid Nur      | USA            | 13:18,05   |
| 12    | Selemon Barega     | Äthiopien      | 13:19,62   |
| 13    | Muktar Edris       | Äthiopien      | 13:24,67   |
| 14    | Marc Scott         | Großbritannien | 13:41,04   |
| 15    | Sam Parsons        | Deutschland    | 13:45,89   |

| Zwischenzeiten      | Zwischenzeiten | Zwischenzeiten     | Zwischenzeiten |
| Zwischenzeit- Marke | Zwischenzeit   | Führende(r)        | 1000-m-Zeit    |
| ------------------- | -------------- | ------------------ | -------------- |
| 1000 m              | 2:36,59 min    | Joshua Cheptegei   | 2:36,59 min    |
| 2000 m              | 5:17,79 min    | Nicholas Kipkorir  | 2:41,20 min    |
| 3000 m              | 8:04,50 min    | Nicholas Kipkorir  | 2:46,71 min    |
| 4000 m              | 10:46,05 min   | Jacob Krop         | 2:41,55 min    |
| 5000 m              | 13:09,24 min   | Jakob Ingebrigtsen | 2:23,19 min    |

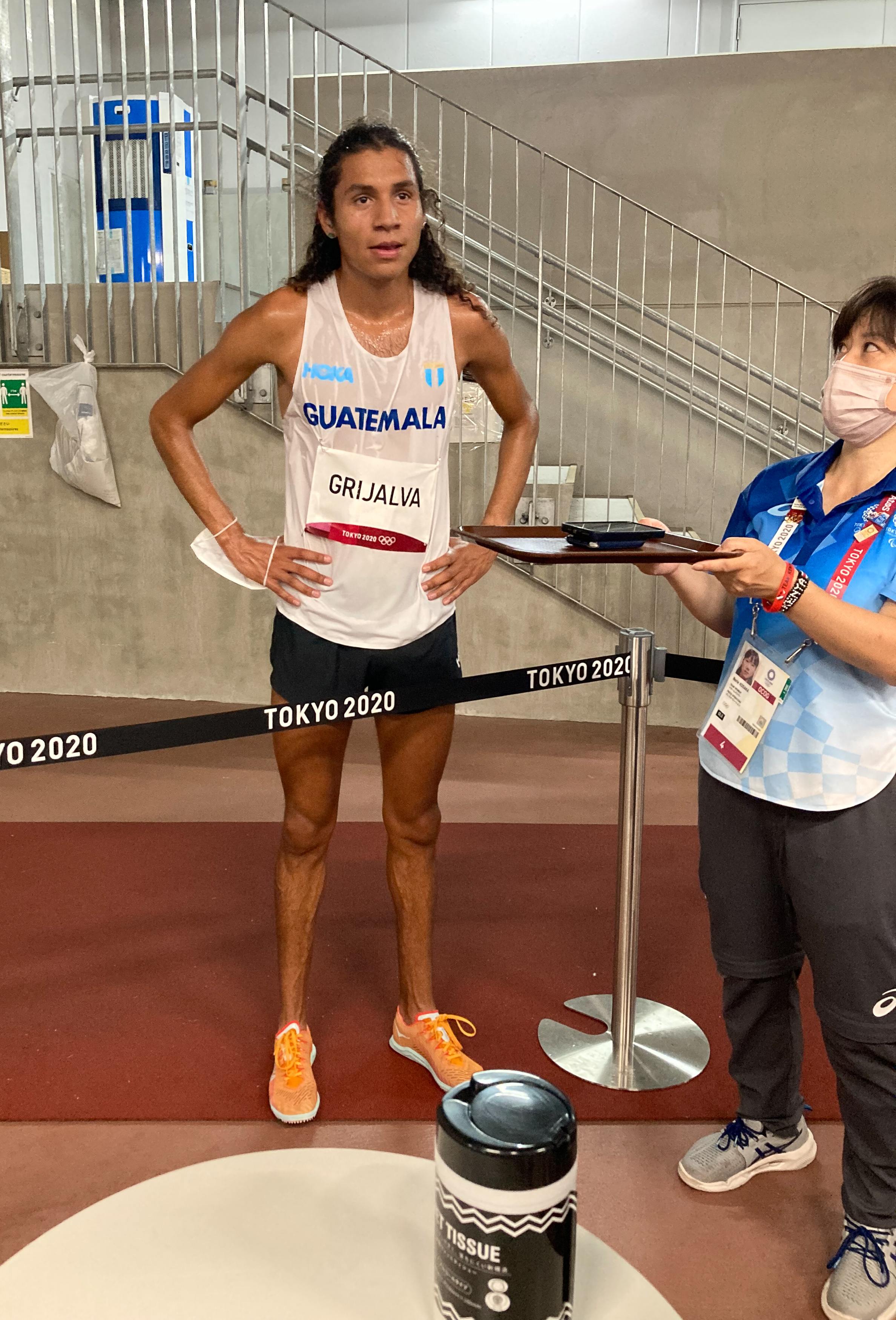
Rang vier für Luis Grijalva
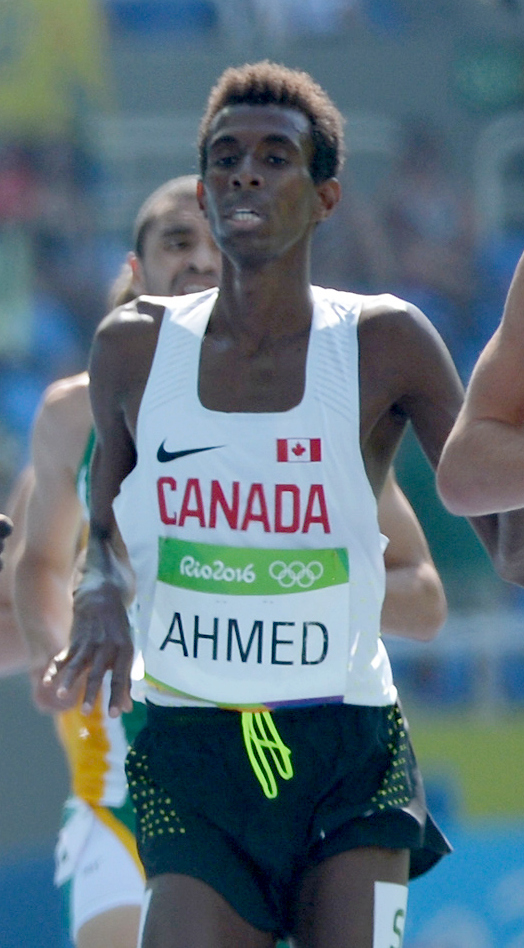
Mohammed Ahmed kam auf den fünften Platz
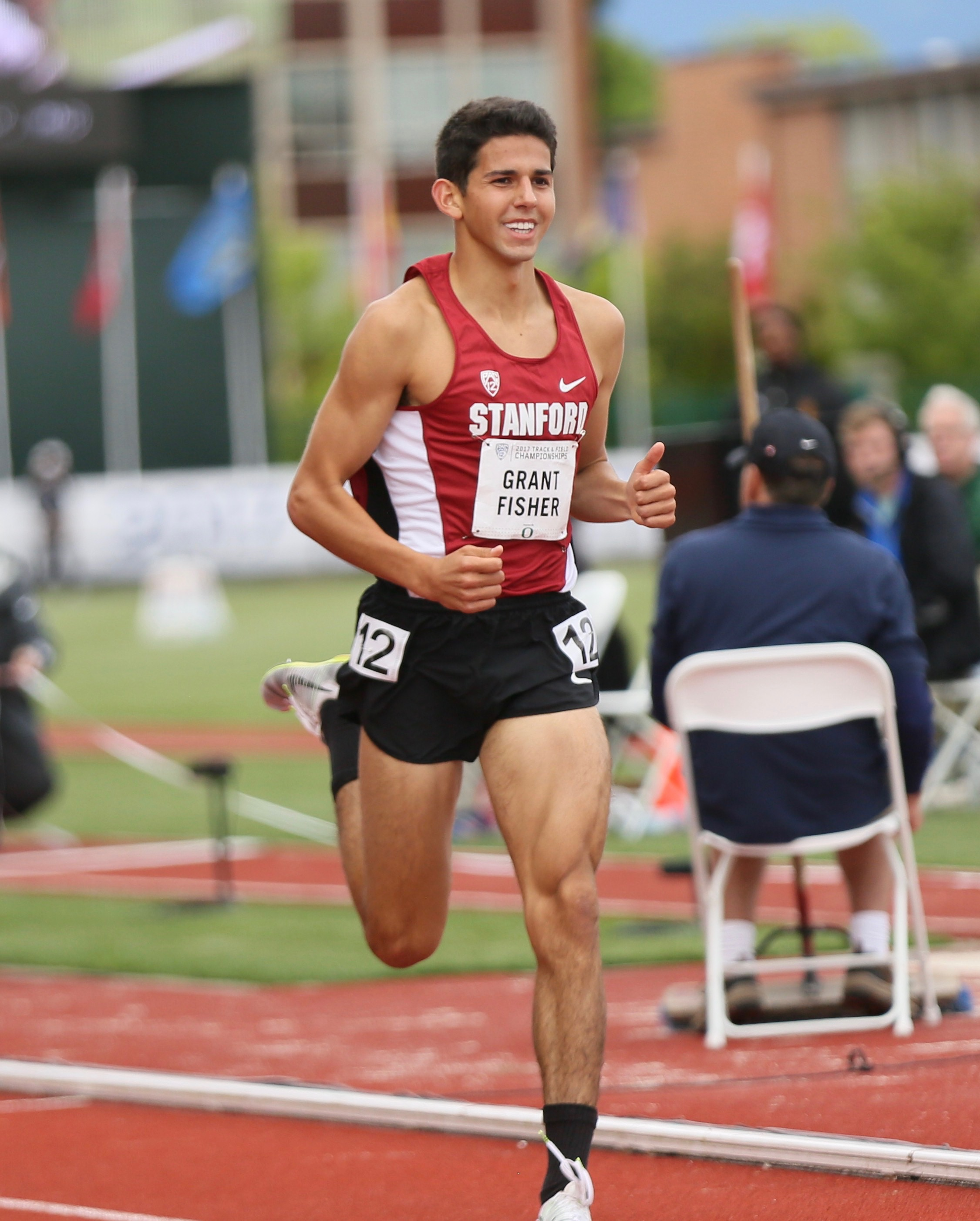
Grant Fisher wurde Sechster
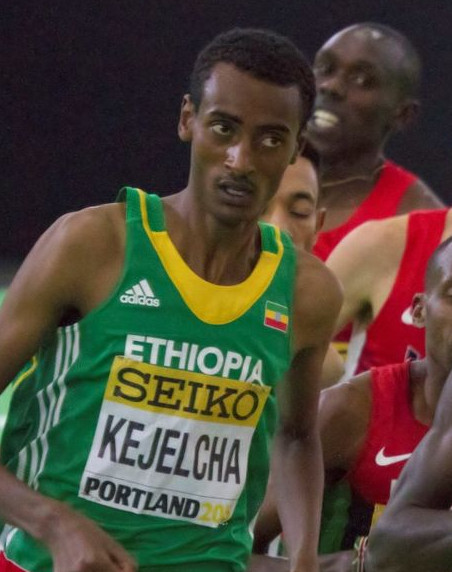
Der achtplatzierte Yomif Kejelcha
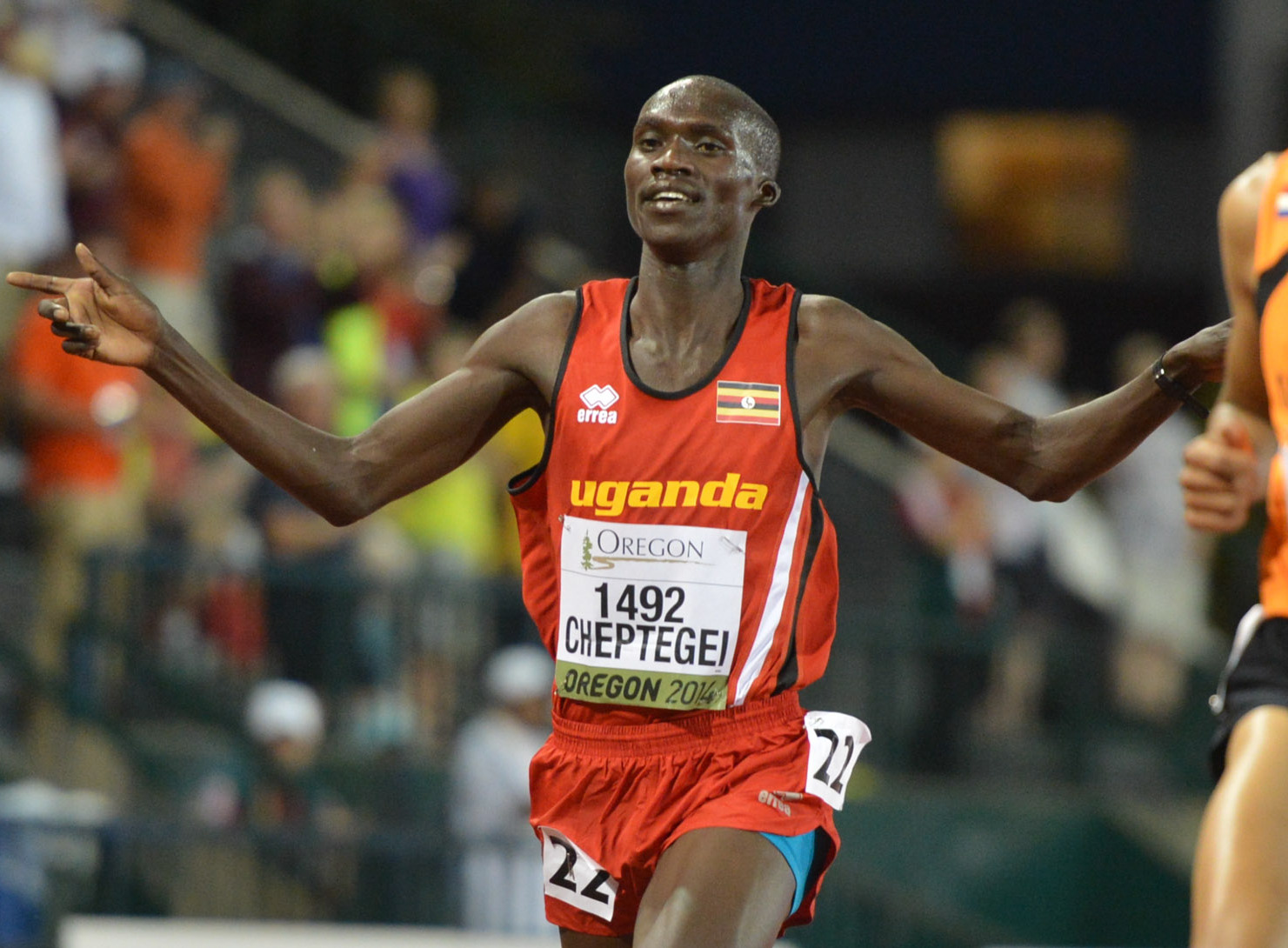
Weltrekordinhaber Joshua Cheptegei, eine Woche zuvor Weltmeister über 10.000 Meter, musste sich mit Rang neun begnügen
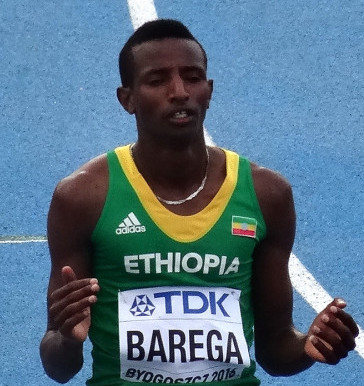
Selemon Barega erreichte Platz zwölf
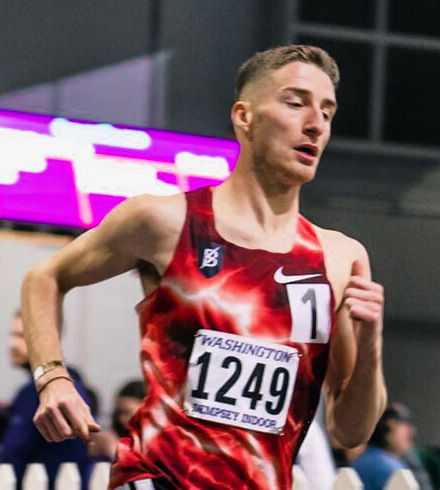
Marc Scott belegte Rang vierzehn
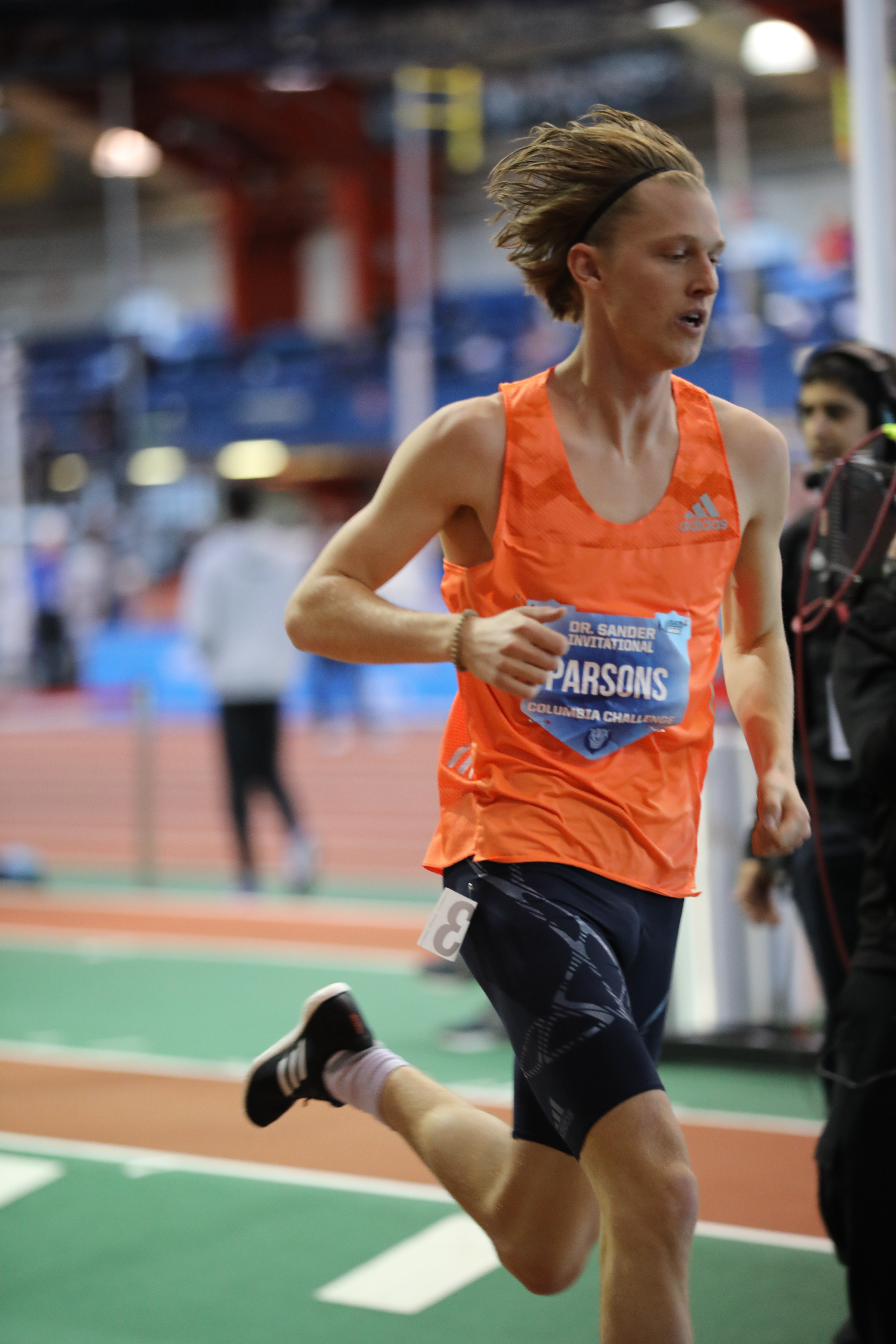
Sam Parsons – Platz fünfzehn

## Video
- Jakob Ingebrigtsen Runs EPIC Final Lap To Win Men's 5000 Meters, youtube.com, abgerufen am 5. August 2022